# Andrenosoma hesperium
Andrenosoma hesperium là một loài ruồi trong họ Asilidae. Andrenosoma hesperium được Martin miêu tả năm 1966. Loài này phân bố ở vùng Tân Bắc giới.